# 平頭南乳魚
平頭南乳魚，為輻鰭魚綱胡瓜魚目南乳魚科的其中一種。僅分布紐西蘭淡水溪流，為特有種，體長可達8.2公分，屬肉食性，以無脊椎動物為食。

## 扩展阅读
維基物種上的相關：平頭南乳魚